# Hans Widmann (Kaufmann)
Hans Widmann (* 1570 in Villach; † 1634, begraben in Venedig) war einer der reichsten Kaufleute Venedigs.

## Leben und Wirken
Der Villacher Hans Widmann betrachtete sich als den größten Kaufmann seiner Zeit.
Das Geschlecht stand in den Diensten der Fugger, als es um 1492 von Augsburg nach Kärnten kam. Martin Widmann, Bürger der bambergischen Stadt Villach, nahm eine Maria Hofer zur Frau, die ihm 1570 nur den Stammhalter Hans gebären konnte, weil sie schon im Jahr darauf Witwe wurde.
Nach seiner Ausbildung in Deutschland kam der junge Mann 1586 zu seinem Onkel mütterlicherseits, der in Venedig ein bedeutendes Handelsgeschäft führte, in die Lehre. Nach dem Tod des Kaufmanns (1596) und des Kompagnons (1607) übernahm der Villacher mit 37 Jahren die Firma, führte sie zu ungeahnter Höhe und trug in fast drei Jahrzehnten ein Millionenvermögen zusammen.
Sechsmal bekleidete er die Würde eines Konsuls der Deutschen Nation in Venedig; sie wurde nur den reichsten Kaufleuten der Stadt zuteil. Um die Jahrhundertwende vermählte sich Hans Widmann mit der deutschen Kaufmannstochter Maria Ott. Die glückliche Ehe war mit 16 Kindern gesegnet. Fünf Söhne starben noch zu Lebzeiten des Handelsherrn.

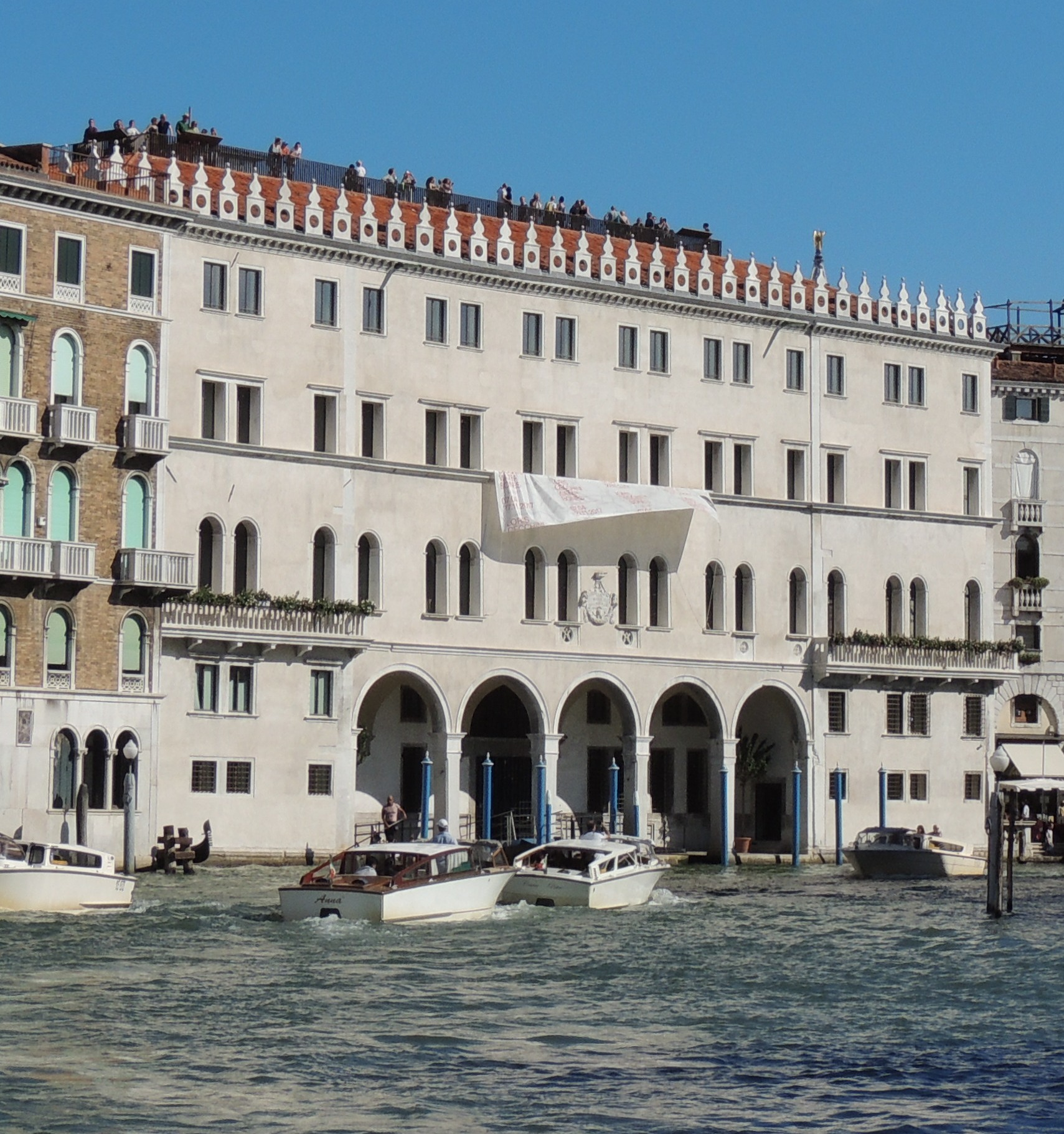
Fondaco dei Tedeschi, Venedig

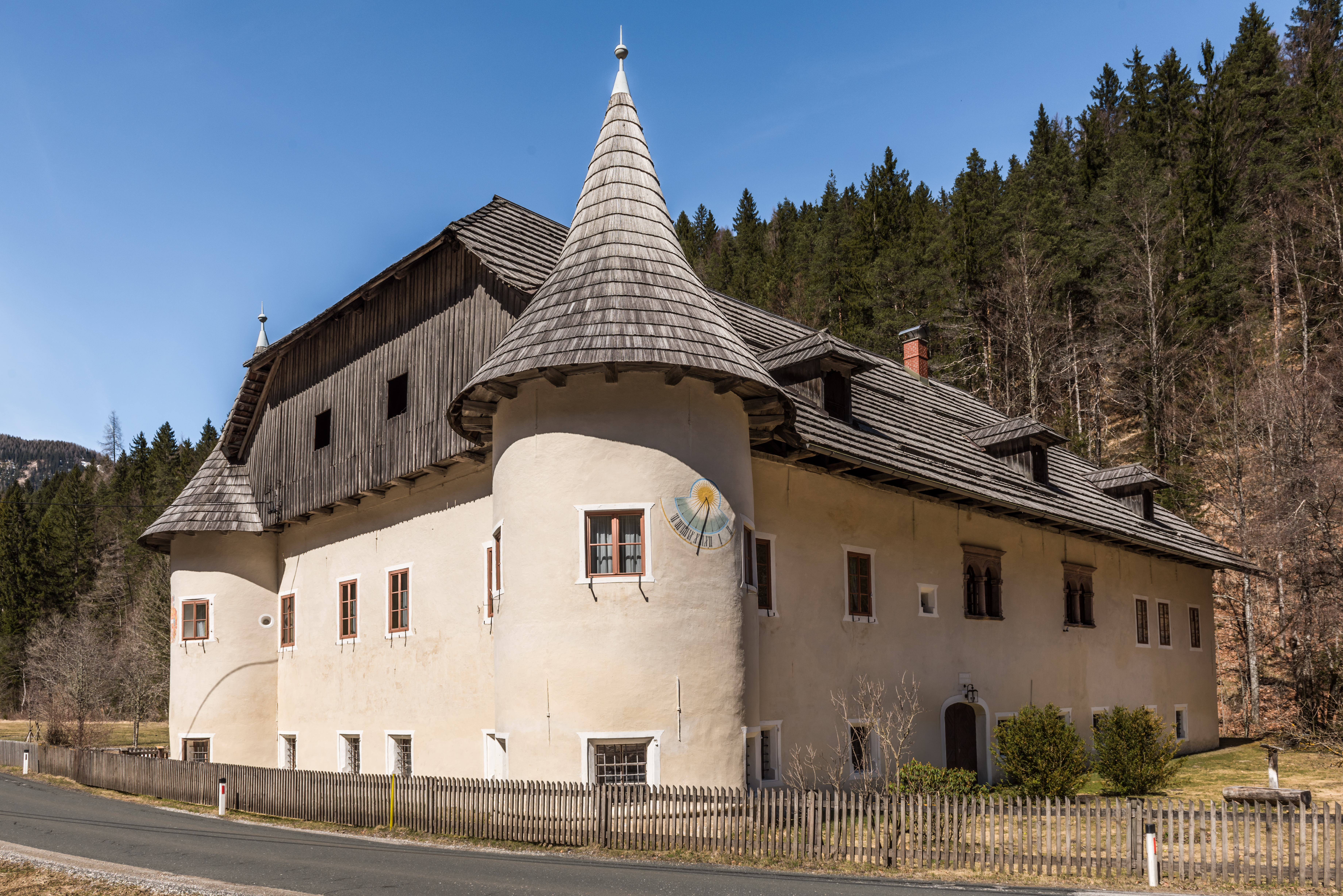
Schloss Kreuzen, Paternion, Kärnten, Österreich

Widmann vermied jede verschwenderische Lebensweise. Sein Sinnen galt nur dem Wunsch, das Vermögen nachkommenden Generationen zu vererben und ihnen das Wohlergehen für alle Zeiten zu sichern. Er selbst gönnte sich in Venedig nicht einmal ein eigenes Haus. Auch die Geschäftsräume, zwei Kammern und drei Gewölbe im Fondaco dei Tedeschi, waren lediglich angemietet.
Ein Großteil seiner Aktivitäten bestand in lukrativen Provisionsgeschäften auf dem Gebiet des Eisen- und Metallhandels. Ein anderer Schwerpunkt seiner Tätigkeit betraf den Handel mit Quecksilber und Zinnober. 1634 betrug der Vorrat, der in den Gewölben lagerte, 1.093 Fass Quecksilber und 90 Fass Zinnober. Jedes Gebinde hatte ein Fassungsvermögen von etwa 95 Liter.
In der Heimat Kärnten hatte der Kaufmann sein zweites wirtschaftliches Standbein. Nachdem er den Landständen 1629 ein zinsgünstiges Darlehen in Höhe von 30.000 Gulden gewährt hatte, nahmen ihn diese in ihren Kreis auf. Die Voraussetzungen dafür waren durchaus gegeben, denn Widmann besaß seit 1614 einen Kaiserlichen Adelsbrief und war seit 1628 Besitzer der Herrschaft Sommeregg. Er hatte das Protestantengut um 110.000 Gulden erworben.
Zu diesem Besitz kam 1629 noch die Freiherrschaft Paternion mit ihren Bergbauen und Eisenwerken hinzu. Dafür zahlte er Hans Khevenhüller, der als Protestant auswanderte, 185.000 Gulden.
Als im Sommer 1630 in Venedig die Pest ausbrach, setzte sich der Mann mit den großen Ohren, der spitzen Nase, dem aufgezwirbelten Schnurrbart und dem eckig gestutzten Kinnbart hin und legte seinen letzten Willen fest. Als die Ortskirche an ihn die Frage stellte, wo denn die frommen Stiftungen blieben, winkte er energisch ab. Auch kurz vor seinem Tod anno 1634 war er nicht bereit, der Kirche etwas zu vermachen. Sein Vermögen belief sich zu diesem Zeitpunkt auf 1.300.000 Gulden. Im Testament wies er ausdrücklich darauf hin, dass es in der deutschen Nation seit Menschengedenken keinen Menschen gegeben habe, der so viel erreicht habe wie er.
Hans Widmann wurde auf seinen Wunsch hin im Kapuzinerhabit in der Kirche San Canciano in Venedig beigesetzt. Für sein Seelenheil waren 100 Messen zu lesen und 200 Arme mit einem kleinen Betrag zu beteilen. An ihn erinnert eine schlichte Gedenktafel, die seine Söhne anbringen ließen.